# 維什涅韋 (科明捷爾尼夫西克區)
47°2′43″N 30°44′52″E / 47.04528°N 30.74778°E
維什內韋（烏克蘭語：Вишневе）是位於烏克蘭西南部的村莊，由敖德萨州贝雷济夫卡区的庫里索韋市鎮負責管轄。該村始建於1902年，面積0.15平方公里，海拔高度35米，2001年人口16，人口密度每平方公里106.67人。